# Миколаївський обласний інститут післядипломної педагогічної освіти
Микола́ївський обласни́й інститу́т післядипло́мної педагогі́чної осві́ти — вищий навчальний заклад системи післядипломної педагогічної освіти і здійснює науково-методичне забезпечення системи загальної середньої освіти, виконує функції навчального центру.

## Історія інституту
Засновано в 2000 році на базі обласного інституту вдосконалення вчителів, що існував з 1939 року.
У 1937 р. з утворенням Миколаївської області, до якої увійшли Херсон, Кірово (нині Кропивницький) та їхні райони, розпочав свою роботу відділ народної освіти облвиконкому. Першим його керівником стала А.Ф.Боровська.
У 1938–1939 рр. розпочали роботу 17 нових шкіл. За парти сіли майже 6 тисяч школярів.
У вересні цього ж року 702 школи області відкрили свої двері для 77600 учнів.
У 2000 р. інститут удосконалення вчителів було реорганізовано в Миколаївський обласний інститут післядипломної педагогічної освіти. Новий статус змінив структуру закладу, на керівні посади структурних підрозділів призначено фахівців з великим досвідом роботи.
2009 року інститут — МОІППО — відсвяткував своє 70-річчя. До ювілею відкрито краєзнавчий науково — педагогічний музей «Освіта Миколаївщини в літописі історико — культурного поступу України». За 2 роки до свята розпочато пошукову роботу до історії інституту, що надало можливість вивчити як сам 70 — річний шлях закладу, так і його роботу, найкращий досвід кафедр, кабінетів, лабораторій, Вченої та методичної рад, профспілкового кабінету, кожного фахівця.
З 1996 року інститут видає інформаційний-освітній журнал «Вересень», який зареєстровано ВАК України як фахове видання з педагогічних наук; з 2001 року «Краєзнавчий альманах».

## Структура
- Кафедра мовно-літературної освіти
- Науково-методична лабораторія з проблем інноваційного розвитку освіти
- Відділ виховання та захисту прав дітей
- Науково-методична лабораторія з проблем незалежного зовнішнього оцінювання школярів і моніторингу якості освіти
- Кафедра природничих дисциплін
- Кафедра педагогічної та психологічної освіти
- Кафедра суспільних дисциплін
- Кафедра дошкільної та початкової освіти
- Відділ дошкільної та початкової освіти

## Підрозділи
- Кафедра психології, педагогіки та менеджменту освіти
- Лабораторія практичної психології, соціальної роботи та інклюзивного навчання
- Лабораторія менеджменту освіти
- Лабораторія виховної роботи та захисту прав дитини
- Лабораторія методики дошкільної та початкової освіти
- Кафедра мовно-літературної та художньо-естетичної освіти
- Лабораторія методики викладання мови і літератури
- Лабораторія художньо-естетичної освіти
- Кафедра суспільствознавчої освіти
- Лабораторія методики суспільствознавчих дисциплін
- Кафедра природничо-математичної освіти та інформаційних технологій
- Лабораторія методики природничо-математичних дисциплін
- Лабораторія інноваційного розвитку та дистанційної освіти
- Лабораторія профільного навчання
- Лабораторія моніторингу якості освіти
- Лабораторія організації навчального процесу
- Лабораторія редагування та видавничої діяльності

## Керівництво
- Огренич Надія Миколаївна - директор Миколаївського обласного інституту післядипломної педагогічної освіти (2004)[1]